# سیارک ۲۴۴۹
سیارک ۲۴۴۹ (به انگلیسی: 2449 Kenos، نامگذاری:1978GC) دو هزار و چهارصد و چهل و نهمین سیارک کشف شده‌است که در ۸ آوریل ۱۹۷۸ کشف شد.
قدر مطلق سیارک برابر ۱۴٫۲۶ است.